# NGC 1030
NGC 1030 is een spiraalvormig sterrenstelsel in het sterrenbeeld Ram. Het hemelobject werd op 25 oktober 1786 ontdekt door de Duits-Britse astronoom William Herschel.

## Synoniemen
- PGC 10088
- UGC 2153
- MCG 3-7-39
- ZWG 462.39
- IRAS02370+1748